# Phaulopsis ciliata
Espèce
Synonymes
- Origanum ciliatum Willd.[1]
- Phaulopsis falcisepala C.B.Clarke[1]

Phaulopsis ciliata (Willd.) Hepper est une espèce de plantes à fleurs de la famille des Acanthaceae et du genre Phaulopsis. C'est une plante herbacée présente en Afrique tropicale.

## Description
C'est une herbe pérenne pouvant atteindre 1,3 m de hauteur.

## Distribution
Très commune, l'espèce a été observée dans de nombreux pays d'Afrique : Cameroun, Gabon, Guinée équatoriale (Bioko), République centrafricaine, République démocratique du Congo, République du Congo, Soudan, Tchad, également au Ghana, en Guinée, au Mali et en Sierra Leone.